# Wood River n.º 74
Wood River n.º 74 es un municipio rural canadiense situado en la provincia de Saskatchewan.

## Superficie
Wood River n.º 74 tiene una superficie de 824,84 km².

## Demografía
En 2021, tenía 466 habitantes, una densidad poblacional de 0,6 hab./km², y 281 viviendas.